# Heinrich H. D. Meyer
Heinrich H. D. Meyer (* 13. Juli 1950; † 13. April 2012) war ein deutscher Ernährungswissenschaftler.

## Leben
Meyer war ab 1996 Inhaber des Lehrstuhls für Physiologie der Technischen Universität München. Schwerpunkt seiner wissenschaftlichen Arbeit war die molekulare Physiologe von Nutz- und Wildtieren. Unter anderem beschäftigte er sich mit dem Nachweis von Anabolika in Tieren, die als Lebensmittellieferant dienen sollten. Große Aufmerksamkeit erregte auch eine 25-monatige Fütterungsstudie bei Milchkühen mit dem Bt-Mais Mon810. Als Dekan trug er zur Profilierung des Wissenschaftszentrums Weihenstephan bei.